# Salon Práva
Salon Práva je literární a kulturní příloha deníku Právo. (Do června 2008 pod názvem Salon: literární příloha Práva.)
Periodikum vychází od podzimu 1996, kdy ho založili bývalý šéfredaktor Práva Zdeněk Porybný a publicista Pavel Dostál. Prvním editorem byl v letech 1996 až 2009 Zdenko Pavelka, druhým od roku 2009 do roku 2023 Zbyněk Vlasák. Salon vychází na třech stranách každý čtvrtek. Má také své internetové a facebookové stránky a twitterový účet. V květnu 2018 vyšel reprezentativní výbor salonních textů z let 1996 až 2016 v knize Všechno nejlepší. Tisíc čísel a dvacet let Salonu Práva.

## Zaměření obsahu a spolupracovníci
Salon se snaží rozvíjet původní publicistiku, především esejistickou. Mezi současné salonní esejisty patří Václav Bělohradský, Jiří Přibáň, Pavel Barša, Ondřej Slačálek, Milena Bartlová, Alena Wagnerová, Petr Pithart, Matěj Stropnický, Jan Géryk, Kateřina Smejkalová, Dita Malečková, Kamil Fila, Jan Rychlík (historik), Jakub Rákosník nebo Martin Škabraha, v minulosti v příloze publikovali Karel Kosík, Dušan Třeštík či Jan Keller.
Z publicistů a publicistek se v Salonu pravidelně objevují Štefan Švec, Petr Fischer, Jakub Šofar, Alena Zemančíková, Karel Veselý, Eva Klíčová nebo Klára Vlasáková. Vedle tradiční esejistické, reportážní, recenzní a komentářové tvorby lze v Salonu najít například také analytický seriál sociologa Daniela Prokopa Úvod do praktické sociologie, ověnčený Novinářskou cenou za rok 2016. Novinářskou cenu obdržel Salon také za rok 2017, získala ji za své sloupky Apolena Rychlíková. Za rok 2019 byla za své sloupky v Salonu na Novinářskou cenu nominována Saša Uhlová. V roce 2023 byli na  Novinářskou cenu za své texty v Salonu nominováni znovu Saša Uhlová (opět za sloupky) a také Zbyněk Vlasák (v kategorii nejlepší rozhovor). 
V příloze v podobě ukázek, povídek či básní vychází živá literatura. Publikovali zde Arnošt Lustig, Vladimír Páral, Jan Trefulka, Lenka Procházková, Ivan Martin Jirous, Ludvík Kundera, Pavel Šrut, Jiří Žáček a další. V současnosti se Salonem spolupracují například spisovatelé a spisovatelky Jaroslav Rudiš, Emil Hakl, Bianca Bellová, Kateřina Tučková, Markéta Pilátová, Michal Šanda, Petr Stančík, Igor Malijevský aj. Řada z nich se zapojila do salonních „literárně-humanitárních“ cyklů Povídky pro Adru, Povídky pro Kher, Povídky pro Duhu a Povídky na doma. 
V roce 2014 vyšly knižně Miliónový časy: povídky pro Adru, v roce 2019 vyšla Divočina: povídky pro Duhu a v roce 2022 Povídky na doma: dvaadvacet živých autorů a jeden digitální spisovatel.